# لي شولمان
لي شولمان (بالإنجليزية: Lee Shulman)‏ هو عالم نفس أمريكي، ولد في 28 سبتمبر 1938 في شيكاغو في الولايات المتحدة.

## وصلات خارجية
- لي شولمان على موقع الموسوعة البريطانية (الإنجليزية)